# Видеоигра

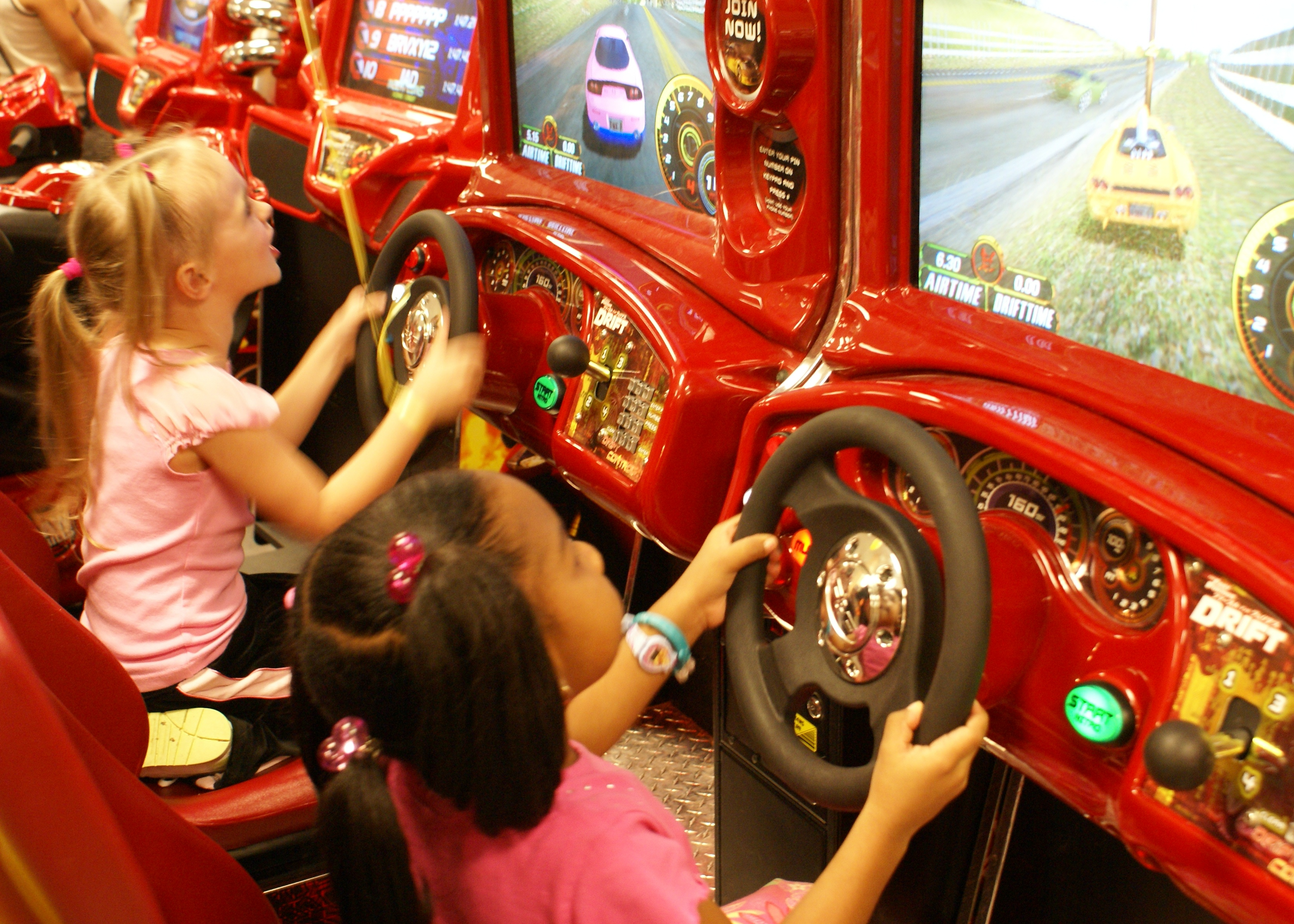
Две девочки играют в гоночную видеоигру, 2007 год

Видеоигра́ (англ. video game) — игра с использованием изображений, сгенерированных электронной аппаратурой. Другими словами, видеоигра является электронной игрой, которая базируется на взаимодействии человека и устройства посредством визуального и  физического интерфейса, например телевизора, монитора компьютера или телефона.
Другие определения термина:
- компьютерная игра, воспроизводимая на экране телевизора с помощью игровой приставки[3].
- видеоигровое устройство (предметом которого является видеоигра) — бытовой радиоэлектронный аппарат, предназначенный для отображения игровой информации на экране телевизионного приёмника или бытового видеомонитора[4].

Вместе с тем в настоящее время термины компьютерная игра и видеоигра могут употребляться как синонимы и взаимозаменяться.

## История
Первые видеоигры использовали множество электронных устройств для связи с пользователем. Так, первой зарегистрированной игрой, которую можно отнести к видеоигре, является Ракетный симулятор, интерфейсом которого выступало устройство на базе электронно-лучевой трубки (ЭЛТ) (заявка на патент была подана 25 января 1947 года). Создание этой игры было обусловлено изобретением ЭЛТ, что позволяло формировать изображение на экране. Однако, из-за того, что Ракетный симулятор не имел растрового типа изображения, которое характерно для мониторов и телевизоров, то данное устройство чаще принимают за электронную игру, но относят к видеоиграм. Но вместе с тем, с технической точки зрения, Ракетный симулятор является видеоигрой.
Ранними примерами видеоигр являются первая программная игра OXO, первая созданная для развлечения Tennis for Two, Spacewar! как первая видеоигра, которая была доступна вне разработавшей её организации. Определение видеоигры для игр этого времени имеет свои трудности, например, данные игры не создавались как интерактивные программы, и не разрабатывались как игры. При этом, они не были популярными и массовыми, так как не тиражировались и не выходили за пределы тех организаций, где они были созданы. Это обуславливалось рядом сложностей, когда компьютеры 1960-х занимали комнаты, использовали радиолампы, для которых требовалось охлаждение и постоянное обслуживание. Одна из революций в компьютерных играх заключалась в переходе на транзисторную элементную базу и массовое использование телетайпа. Здесь одним из следствий явилось разграничение игр по интерфейсу взаимодействия с пользователем: видеоигры и текстовые игры.
Исторически видеоигры появились раньше, чем был создан персональный компьютер. Это обусловлено тем, что в 1960-х годах компьютерные технологии не были массовыми и не рассматривались как серьёзный инструмент в гражданской сфере. Создаваемые видеоигры на электронной базе (электронные игры) сыграли важную роль в мирной социализации компьютерной техники и её интеграции в популярную культуру. В 1970-х видеоигры стали одним из самых популярных развлечений, когда устанавливались игровые автоматы в барах, кафе и других заведениях. Роль предшествующих игровых автоматов, электронных игр и видеоигр на формирование компьютерной игровой индустрии бывший продюсер CNN Стивен Бакстер (англ. Steven Baxter) описывает следующим образом:
Нельзя сказать, что видеоигры выросли из пинбола, но вы можете предположить, что видеоигры не могли бы появиться без него. Это как велосипеды и автомобили. Одна индустрия приводит к тому, что появляется другая, и потом они сосуществуют вместе. Но вам придётся сначала изобрести велосипед для того, чтобы впоследствии появились легковые автомобили.
Оригинальный текст (англ.)You can't say that video games grew out of pinball, but you can assume that video games wouldn't have happened without it. It's like bicycles and automobiles. One industry leads to the other and then they exist side by side. But you had to have bicycles to one day have motor cars.
Первая видеоигра в современном понимании была разработана Ральфом Бером, когда новшество заключалось в том, что игры начали использовать экран телевизора. Момент, когда идея пришла ему в голову, он вспоминает следующим образом:
Во время командировки я сидел рядом с восточным автобусным терминалом в Нью-Йорке, и думал о том, что можно сделать с телевизором кроме того, как переключать каналы, которые не хочется смотреть. И тогда мне в голову пришёл концепт создания видеоигр, с продажей где-то по цене $19.95. Это было в 1966 году, в августе.
С этого момента ты, должно быть, понял, что я являюсь руководителем отдела, и я распоряжаюсь фондом заработной платы, который составляет 7-8 миллионов долларов. Я могу взять пару ребят и дать им задание чтобы работать над чем-нибудь, нет нужды кому-нибудь знать об этом, так как это практически не отразится на моих расходах. И именно так я начал.
Оригинальный текст (англ.)I'm sitting around the East Side Bus Terminal during a business trip to New York, thinking about what you can do with a TV set other than tuning in channels you don't want. And I came up with the concept of doing games, building something for $19.95. This was 1966, in August.

Now you've got to remember, I'm a division manager. I have a $7 or $8 million direct labor payroll. I can put a couple of guys on the bench who can work on something. Nobody needs to know. Doesn't even ripple my overhead. And that's how Istarted.
Бер Ральф работал совместно с Биллом Хариссоном (англ. Bill Harrison), и они разработали первую игровую приставку — устройство, которое передавало изображения на экран телевизора. Основные проблемы были технические, и их разработки не представляли развлекательной ценности. Позже к ним присоединился Билл Руш (англ. Bill Rusch), который первым осознал необходимость игрового фана (англ. fun, или удовольствие от игры). Однако, в конце 1960-х из-за финансовых проблем работы были свернуты.
Создателем индустрии видеоигр считается Нолан Бушнелл, который после разработки нескольких компьютерных игр создал видеоигру Computer Space. В 1971 году он, совместно с Nutting Associates, выпустил 1500 игровых автоматов с данной игрой. Однако, из-за плохих продаж Computer Space, Нолан Бушнелл покинул Nutting Associates и вместе с Тедом Дабни основал фирму Atari. В этой компании была разработана видеоигра Pong, которая является первой коммерчески успешной видеоигрой.
Видеоигры в 1960-х — 1970-х годах выпускались на специальных телеприставках и в виде игровых автоматов. Считается, что только с начала 1980-х, когда персональные компьютеры стали доступны достаточно многим людям, видеоигры начинают рассматриваться как компьютерные.